# シチズン時計マニュファクチャリング
シチズン時計マニュファクチャリング株式会社（英称：Citizen Watch Manufacturing Co., Ltd.）は、埼玉県所沢市に本社を置く日本の企業で、シチズングループにおける時計類及び時計部品製造の中心企業である。

## 概要
2013年7月1日、親会社であるシチズンホールディングス（現：シチズン時計）は、自社時計生産能力の国内強化を図るため、それまで国内各地の関連会社でバラバラに行われていた時計部品の製造・組み立てを一元的に運営する企業として、2007年に事業子会社として継承分離したシチズン時計株式会社（2016年にシチズンホールディングスへ吸収合併）の時計製造関連部門と国内主要時計製造グループ企業5社（シチズン平和時計、シチズンマイクロ（旧会社）、シチズン東北、シチズン時計ミヨタ、シチズン時計河口湖）を統合して設立した。スローガンは「世界一優良なる時計製造工場の実現！」で、スイスなどの海外高級時計グループが渦巻く国際社会において長期に渡って培ってきた高い技術力と品質に経営資源を集中させることで対抗しうる競争力の強化を見込んでいる。

## 沿革
- 1918年（大正7年） - 「尚工舎時計研究所」（現・シチズン時計）として創業。
- 1930年（昭和5年） - 「シチズン時計株式会社」として会社組織化。
- 1949年（昭和24年）10月1日 - シチズン時計の時計部品製造関連企業の第一号として「株式会社平和時計製作所」（その後のシチズン平和時計）を設立（長野県飯田市）。
- 1958年（昭和33年） - シチズン時計の時計部品製造の子会社第一号として「狭山精密工業株式会社」（その後のシチズンマイクロ(旧会社)）を設立（埼玉県狭山市）。
- 1959年（昭和34年） - 腕時計部品専門製造企業として「御代田精密株式会社」（その後のシチズン時計ミヨタ）を設立（長野県北佐久郡御代田町）。
- 1960年（昭和35年）7月 - シチズン時計の機械式腕時計耐震装置・動力装置製造子会社として「河口湖精密株式会社」（その後のシチズン時計河口湖）を設立（山梨県富士吉田市）。
- 1963年（昭和38年） - シチズン時計の腕時計部品製造および時計組立の関連企業として「上尾精密株式会社」（その後のシチズン東北）を設立（岩手県北上市）。

※ 統合前の沿革の詳細（一部）については「シチズン時計」「シチズン平和時計」「シチズンマイクロ」「シチズンファインデバイス」を参照。
- 2013年（平成25年）7月1日 -「シチズン時計マニュファクチャリング株式会社」を設立。本社をシチズン時計株式会社所沢事業所（シチズンホールディングス所沢事業所と共同立地）の所在地とする。

- 2013年（平成25年）10月1日 - 「シチズン時計株式会社」の時計製造関連部門およびシチズングループの国内主要時計製造企業5社「シチズン平和時計」「シチズンマイクロ（旧会社）」「シチズン東北（盛岡事業所をのぞく[3]）」「シチズン時計ミヨタ」「シチズン時計河口湖」を合併。
- 2014年（平成26年） - 旧・シチズン平和時計から引き継いだ「飯田龍江工場」を分割し、グループ企業である「シチズン・システムズ株式会社」へ譲渡[4]。
- 2014年（平成26年）11月21日 - 親会社である「シチズンホールディングス株式会社」は建物の老朽化と狭さを理由に長野県北佐久郡御代田町にある「ミヨタ工場」を移転させると発表した[5]。移転先は同県佐久市根々井で、敷地面積は約83,000㎡超。
- 2015年（平成27年）12月18日 - 多数の実績を持つ長野県長野市の設計事務所・株式会社アーキプランの設計により「ミヨタ佐久工場」着工[6]。工場建物の竣工を平成28年9月、工場外構の竣工を同年10月に見込む[7]。
- 2016年（平成28年）4月1日 - 主要子会社である妙高プレシジョン株式会社の社名を「シチズン時計妙高株式会社」に変更[8]。
- 2016年（平成28年）9月27日 - 「ミヨタ佐久工場」建物完成。
- 2016年（平成28年）12月2日 - 日本国内におけるシチズンの時計工場として約50年ぶりとなる新工場「ミヨタ佐久工場」竣工。上から見ると時計をイメージした丸いデザインになっており、敷地面積は83,192㎡、床面積20,739㎡で世界最大級のムーブメント組立工場となった。12月中に一部稼働を開始し、2018年春にすべての製造ラインの移管を完了させ本格稼働に入る[9]。

## 時計学校
もともとはシチズン時計が各子会社や事業部ごとに不定期開催していた技能研修会の名称であったが、時期不定であることや系統だった講習等が行えないなどの課題があり、2005年4月から恒常的な教育組織として集約・開設されたもの社内技能教育組織である。
所属部署の違いはもちろんのこと、一般事務職員や現場技術者などの分け隔て一切なく、業務にかかわるすべての社員が受講可能な教育である。各人が3年間の目標シートを作成し、それに基づき受講講座を選択し、技術・知識の向上を行ってゆく。社内検定では「Sランク」を筆頭に「S、A、B、C」の格付けが行われうえ、「Sランク」に認定されるためには厚生労働省が行う「現代の名工」に認定されるなどの社会的実績を持つものでなければならない。Sランク認定を持たない技術職員は自社最高級腕時計「The CITIZEN」の開発・製造に一切携われないのはもちろん、Sランク認定を持たない事務職員も「The CITIZEN」の流通販売等マーケティングにすら一切携わることができないなど非常に厳格なものとなっている。カリキュラムでは時計修理技能士などの資格取得にも挑戦するほか、技能五輪全国大会や時計技能競技全国大会などの他流試合へも積極参加してゆく。各資格取得の有無や各大会での成績など、時計学校における成績は各人の昇給や業績評価の主軸に置かれており、人事評価に大きくかかわるものとなっている。

## 生産工場
- 所沢本社工場
埼玉県所沢市大字下富840
元・シチズン時計株式会社（事業子会社） 所沢事業所内工場（工場生産機能のみ分社集約化）
- 埼玉田無工場
東京都西東京市田無町6丁目1-12
元・シチズン時計株式会社（事業子会社） 東京事業所内工場（工場生産機能のみ分社集約化）
- 埼玉狭山工場
埼玉県狭山市富士見2丁目15-1
旧・シチズンマイクロ株式会社 本社工場（子会社である新・シチズンマイクロ株式会社 本社が共同利用）
- 埼玉吉見工場
埼玉県比企郡吉見町大字下細谷1006
旧・シチズンマイクロ株式会社 吉見事業所
- 夕張工場
北海道夕張市南清水沢4丁目107-6
旧・シチズン夕張株式会社
- 東北北上工場
岩手県北上市北工業団地2-25
旧・シチズン東北株式会社 北上事業所（本社）
- 東北北上南工場
岩手県北上市相去町平林14-14
旧・シチズン東北株式会社 北上事業所南工場
- 東北相馬工場
福島県相馬郡新地町駒ヶ嶺字ソリ畑11-1
旧・シチズン東北株式会社 相馬事業所
- 飯田殿岡工場
長野県飯田市下殿岡435
旧・シチズン平和時計株式会社 殿岡工場（本社）
- 飯田松尾工場
長野県飯田市松尾明7572
旧・シチズン平和時計株式会社 松尾工場
- ミヨタ工場
長野県北佐久郡御代田町大字御代田4107-5
旧・シチズン時計ミヨタ株式会社。2018年春を目途にすべてミヨタ佐久工場へ移管される予定。
- ミヨタ佐久工場
長野県佐久市根々井113-1
老朽化したミヨタ工場の移転新築として2016年12月竣工
- 河口湖富士工場
山梨県富士吉田市上吉田4453
旧・シチズン時計河口湖株式会社 本社工場
- 河口湖CFD工場
山梨県南都留郡富士河口湖町船津6663-2
旧・シチズン時計河口湖株式会社 シチズンセイミツ内事業所（現・シチズンファインデバイス株式会社 河口湖事業所（本社）内工場）

## 関連企業
- シチズン時計鹿児島株式会社 
鹿児島県日置市東市来町湯田5839
元・シチズン時計河口湖株式会社の子会社
- シチズン時計妙高株式会社
新潟県妙高市大字美守764
元・シチズン時計ミヨタ株式会社の子会社。2016年に妙高プレシジョン株式会社から社名変更。
- 北上宝飾株式会社
岩手県和賀郡西和賀町沢内字泉沢29地割2-31
元・シチズン東北株式会社の子会社
- 合川精密株式会社 
秋田県北秋田市川井字松石殿1-343
元・シチズン時計河口湖株式会社の関連会社
- シチズンマイクロ株式会社（新会社）
埼玉県狭山市富士見2丁目15-1
元・シチズンマイクロ株式会社（旧会社）の子会社で、「株式会社コマテック」が商号変更したもの。
- 広州務冠電子有限公司（MCL）
中国広東省広州市黄埔区雲埔工業区埔南路59号
元・シチズン時計ミヨタ株式会社の子会社

## 主な製品
- The CITIZEN（ザ・シチズン）
- ATTESA（アテッサ）
- xC（クロスシー）